# Między nami facetami (serial telewizyjny)
Między nami facetami (ang. Some of My Best Friends) – amerykański serial telewizyjny (sitcom), nadawany przez stację CBS w roku 2001. Jednym z jego producentów wykonawczych była Bette Midler. Ku dezaprobacie wielbicieli, z powodu przeciętnej oglądalności serial doczekał się jedynie ośmiu wyemitowanych odcinków. W Polsce serial pokazał się na antenie kanału TVN 7.

## Fabuła
Frankie Zito postanawia rozpocząć karierę aktorską. W tym celu szuka na Broadwayu mieszkania do wynajęcia. Znajduje idealne lokum w apartamencie sympatycznego trzydziestoletniego pisarza Warrena Fairbanksa. Świeżo po podpisaniu umowy o wynajem mieszkania, Frankie dowiaduje się, że jego nowy współlokator jest gejem. Okazuje się, że po rozstaniu z partnerem, Warren był zmuszony do poszukiwań współlokatora do spłacania czynszu za mieszkanie.

## Obsada
- Jason Bateman jako Warren Fairbanks
- Danny Nucci jako Frankie Zito
- Alec Mapa jako Vern Limoso
- Joe Grifasi jako Joe Zito
- Michael DeLuise jako Pino Palumbo
- Jessica Lundy jako Meryl Doogan
- Camille Saviola jako Connie Zito